# Arnošt Jedlička
Arnošt Jedlička, (Čáslav, 22 april 1888 – Praag, 9 januari 1968) was een Tsjechisch entomoloog.
Arnošt Jedlička werd geboren in Čáslav in Tsjechië, in 1888. Jedlička werkte als entomoloog vooral op het gebied van de  kevers (coleoptera) en hij was gespecialiseerd in de groep van de loopkevers (carabidae). Hij beschreef meer dan 1000 nieuwe voornamelijk aziatische soorten uit de loopkever genera Bembidion, Clivina, Chlaenius en Amara. Zijn keververzameling bevindt zich in het Nationaal Museum in Praag.  
- Gemeinsame Normdatei: 1237052742
- International Standard Name Identifier: 0000 0004 3190 8054
- Library of Congress Control Number: n82210867
- Nationale Bibliotheek van Tsjechië: jk01051385
- Système universitaire de documentation: 136479324
- Virtual International Authority File: 207257884
- WorldCat: E39PBJwCXB3D6vhhCPjfcFy8G3